# Yann Kermorgant
Yann Alain Kermorgant, född 8 november 1981 i Vannes, är en fransk fotbollsspelare som spelar för den engelska klubben Reading. Kermorgants främsta position är anfallare.
Kermorgant började spela fotboll i Rennes akademi. Men vid 14 års ålder drabbades Kermorgant av leukemi och han spelade inte fotboll på fyra år. Hans professionella karriär började hos Vannes OC, klubben från hemmastaden. Kermorgant värvades två år senare till SO Châtellerault. År 2005 köpte Grenoble Foot 38 24-åringen. Kermorgant blev kvar i klubben i två år tills år 2007 då han värvades av Stade de Reims. Kermorgant utnämndes kapten året då hans kontrakt revs, 2009.
I juli 2009 provspelade Kermorgant med den engelska klubben Leicester City. Han fick därpå ett korttidskontrakt av klubben fram tills januari 2010. Kermorgant var mest på bänken under hela sin debutsäsong, han spelade dock från start i ligacupen. I januari 2010 skrev Kermorgant på ett längre kontrakt på 2,5 år. Kermorgants första mål för klubben kom mot Middlesbrough efter ungefär 20 matcher. Leicester spelade i slutet på säsongen kval till Premier League mot Cardiff City, den andra delen av semifinalen gick till straffar. Kermorgant skulle ta straff nummer fyra för Leicester, Kermorgant rusade fram och försökte chippa bollen över målvakten! Leicester förlorade straffläggningen mot Cardiff City med 4-3. Kermorgant är sedan sin missade straff ogillad av Leicesters fans. En musiker från Leicester har till och med gjort en sång om Kermorgant (se Externa länkar).
I juli 2010 lånades han ut till den franska Ligue 1-klubben AC Arles-Avignon. 
Kermorgant debuterade i Premier League den 8 augusti 2015 i en 1–0-förlust mot Aston Villa.